# Dalbergia glomerata
Dalbergia glomerata är en ärtväxtart som beskrevs av William Botting Hemsley. Dalbergia glomerata ingår i släktet Dalbergia, och familjen ärtväxter. IUCN kategoriserar arten globalt som sårbar. Inga underarter finns listade i Catalogue of Life.